# Benet Jané i Palau
Benet Jané i Palau (Sant Jaume dels Domenys, 1943, és un polític català, alcalde del Vendrell i diputat al Congrés dels Diputats en la VI Legislatura.

## Biografia
Ha treballat com a pèrit mercantil. Militant de Convergència Democràtica de Catalunya, a les eleccions municipals espanyoles de 1979 fou elegit regidor del Vendrell per CiU. A les eleccions municipals espanyoles de 1995 assolí l'alcaldia del Vendrell, càrrec que revalidaria en les eleccions de 1999. En 1999 va substituir uns mesos en el seu escó Joan Miquel Nadal i Malé, elegit diputat a les eleccions generals espanyoles de 1996.
De 1988 a 2007 fou president del consell comarcal del Baix Penedès i fou novament escollit alcalde del Vendrell a les eleccions municipals espanyoles de 2007 i 2011. En 2011 fou nomenat President de la Comissió d'Hisenda i Economia de la Diputació de Tarragona.
En maig de 2013 va deixar l'alcaldia i continuà com a primer tinent d'alcalde i regidor de Relacions Institucionals i Sanitat del Vendrell.